# Montigny (Manche)
Pour les articles homonymes, voir Montigny.
Montigny est une ancienne commune française du département de la Manche et de la région Normandie, associée à Isigny-le-Buat depuis le 15 mars 1973.

## Toponymie
Le nom de la localité est attesté sous la forme Montigne au XIIIe siècle, Montigney en 1488, Montneium sans date.
Montigny, dont l'étymon est généralement donné sous la forme latinisée Montaniacum, est un type toponymique répandu dont la signification exacte ne fait pas l'unanimité.

## Histoire
Montigny faisait partie de la prévôté de Mesnillard.
En 1973, Les Biards, Chalandrey, La Mancellière, Le Mesnil-Bœufs, Le Mesnil-Thébault, Montgothier, Montigny, Naftel et Vezins se sont associées avec Isigny-le-Buat pour former la première commune canton de France.

## Administration

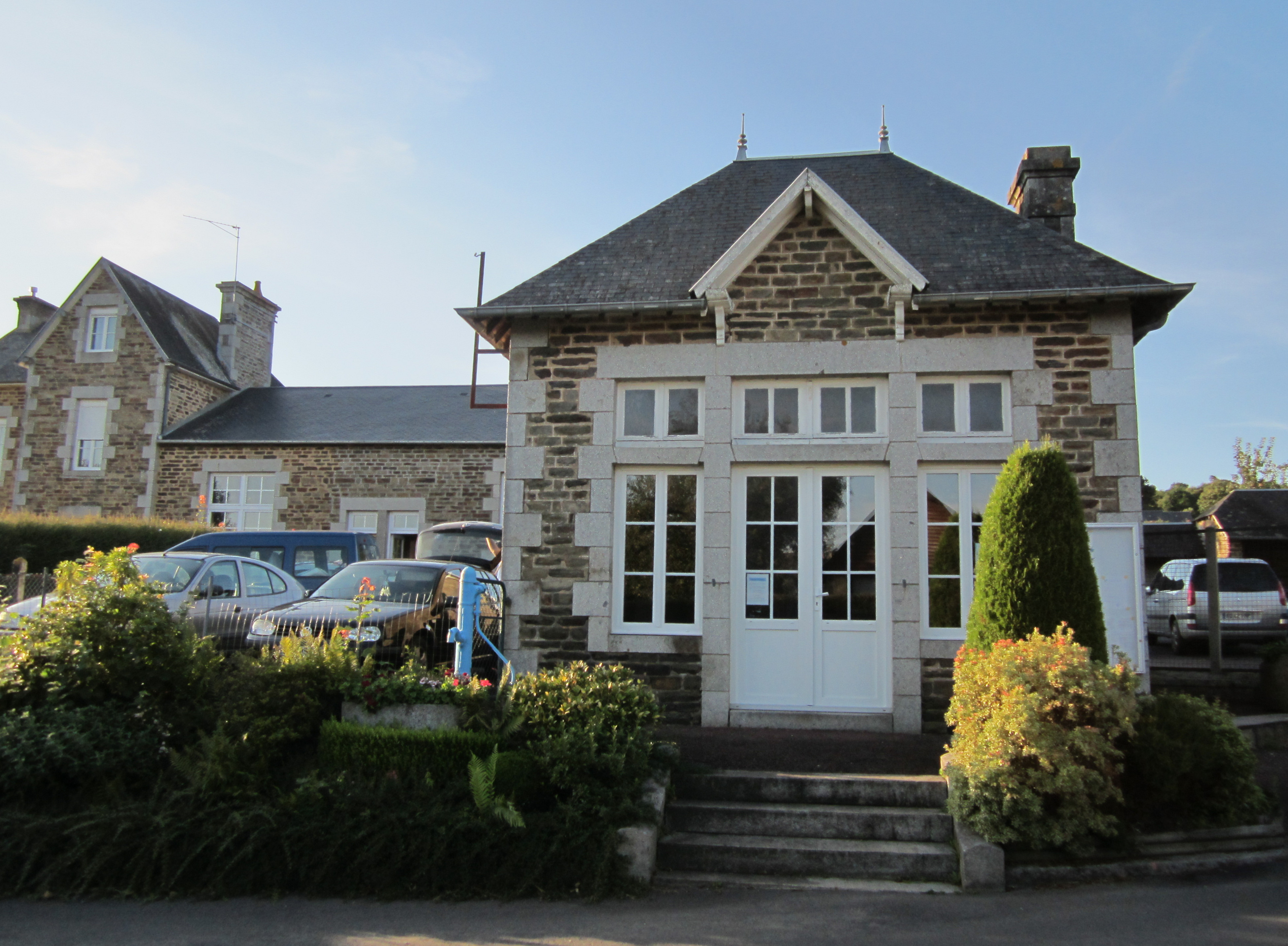
Mairie annexe.

| Période  | Période  | Identité             | Étiquette | Qualité                   |
| -------- | -------- | -------------------- | --------- | ------------------------- |
| …1792    | 1794…    | Charles Berthelot    |           |                           |
| …1798    |          | Nicolas de Cherencey |           | faisant fonction          |
| 1798     | …1800    | André Pacilly        |           |                           |
| …1800    | 1822     | Louis Dumesnil       |           |                           |
| 1822     | 1834     | Auguste Dumesnil     |           |                           |
| 1835     | 1836     | Alexandre Collibaux  |           | adjoint faisant fonction  |
| 1836     | 1837     | Auguste Dumesnil     |           |                           |
| 1837     | 1855     | Jean Jouenne         |           |                           |
| 1855     | 1870     | Jean Lesenechal      |           |                           |
| 1870     | 1880     | Adolphe Jouenne      |           |                           |
| 1881     | 1884     | Jean Baptiste Mazier |           |                           |
| jan 1884 | mai 1884 | Adolphe Jouenne      |           |                           |
| 1884     | 1896     | Adrien Mazier        |           |                           |
| 1896     | 1919     | François Jouenne     |           |                           |
| 1919     | 1921     | Ferdinand Garnier    |           |                           |
| 1921     | 1927     | Henri Mazier         |           |                           |
| 1927     | 1929     | Ferdinand Garnier    |           |                           |
| 1929     | 1961     | Victor Pigeon        |           | Forgeron                  |
| 1961     | 1962     | François Pigeon      |           | Forgeron faisant fonction |
| 1962     | 1971     | Victor Louis Pigeon  |           |                           |
| 1971     | 1972     | Louis Besnard        |           |                           |

| Période  | Période  | Identité         | Étiquette | Qualité                  |
| -------- | -------- | ---------------- | --------- | ------------------------ |
| 1973     | 1977     | Louis Besnard    |           | Ancien maire de Montigny |
| 1977     | 1995     | Auguste François |           |                          |
| 1995     | 1999     | Maurice Orvain   |           |                          |
| 1999     | 2020     | Michel François  |           |                          |
| mai 2020 | En cours | Alain Fauchon    |           | Employé logistique       |

## Démographie
| 1800 | 1806 | 1821 | 1831 | 1836 | 1841 | 1846 | 1851 |
| ---- | ---- | ---- | ---- | ---- | ---- | ---- | ---- |
| 469  | 685  | 705  | 608  | 625  | 607  | 600  | 602  |

| 1856 | 1861 | 1866 | 1872 | 1876 | 1881 | 1886 | 1891 |
| ---- | ---- | ---- | ---- | ---- | ---- | ---- | ---- |
| 620  | 602  | 537  | 534  | 538  | 521  | 511  | 519  |

| 1896 | 1901 | 1906 | 1911 | 1921 | 1926 | 1931 | 1936 |
| ---- | ---- | ---- | ---- | ---- | ---- | ---- | ---- |
| 516  | 501  | 497  | 474  | 451  | 469  | 456  | 499  |

| 1946 | 1954 | 1962 | 1968 | 1975 | 1982 | 1990 | 1999 |
| ---- | ---- | ---- | ---- | ---- | ---- | ---- | ---- |
| 486  | 427  | 384  | 352  | -    | -    | -    | -    |

| 2006 | 2010 | 2015 | 2020 | 2021 | - | - | - |
| ---- | ---- | ---- | ---- | ---- | - | - | - |
| 249  | 240  | 242  | 233  | 234  | - | - | - |

## Lieux et monuments
- Église Notre-Dame de Montigny reconstruite au XIXe siècle. Elle abrite un maître-autel (XVIIIe), un tableau de l'Annonciation  (XIXe) don de l'empereur Napoléon III, une croix de procession (XVIIIe)[11] classée au titre objet aux monuments historiques[12].
- Croix de cimetière (XVIIe siècle).
- Croix de chemin (XXe siècle).
- Manoir des Gondinières (XVIe siècle) et sa tour coiffée en poivrière (XIVe – XVe siècle) avec quatre meurtrières et un pigeonnier. Le château fut aux XVIe et XVIIe siècles la possession des du Mesnil. Un François du Mesnil, sieur de la Gondinière fut anobli en 1544[11].
- Vestiges du château de Montigny, au Pont-tesson, au bord de l'Oir, en limite de La Mancellière. Le château fut détruit avant la Révolution. Le 21 avril 1718, Guillaume Tesson de La Mancellière (1700-1718), sieur du Pontesson, né à Montigny, est assassiné à Caen par Marie Exmelin de Marly, dame du Mesnil Patry[11].